# Houville-la-Branche
Houville-la-Branche é uma comuna francesa na região administrativa do Centro, no departamento de Eure-et-Loir. Estende-se por uma área de 13,88 km². Em 2010 a comuna tinha 432 habitantes (densidade: 31,1 hab./km²).